# Paeonia officinalis subsp. microcarpa
Paeonia officinalis subsp. microcarpa é uma subespécie de planta com flor pertencente à família Paeoniaceae. 
A autoridade científica da subespécie é (Boiss. & Reut.) Nyman, tendo sido publicada em Consp. Fl. Eur. 1: 22 (1878).
O seu nome comum é peónia.

## Portugal
Trata-se de uma subespécie presente no território português, nomeadamente em Portugal Continental.
Em termos de naturalidade é nativa da região atrás indicada.

## Protecção
Não se encontra protegida por legislação portuguesa ou da Comunidade Europeia.